# Cầu diệp cáo
Cầu diệp cáo hay mã hộc hung, lọng lòng (danh pháp hai phần: Bulbophyllum rufinum) là một loài phong lan thuộc chi Bulbophyllum. Loài này phân bố từ đông Himalaya đến Vân Nam (Trung Quốc) và Đông Dương, trong đó có Việt Nam.